# 神奈川県道・東京都道137号上麻生連光寺線

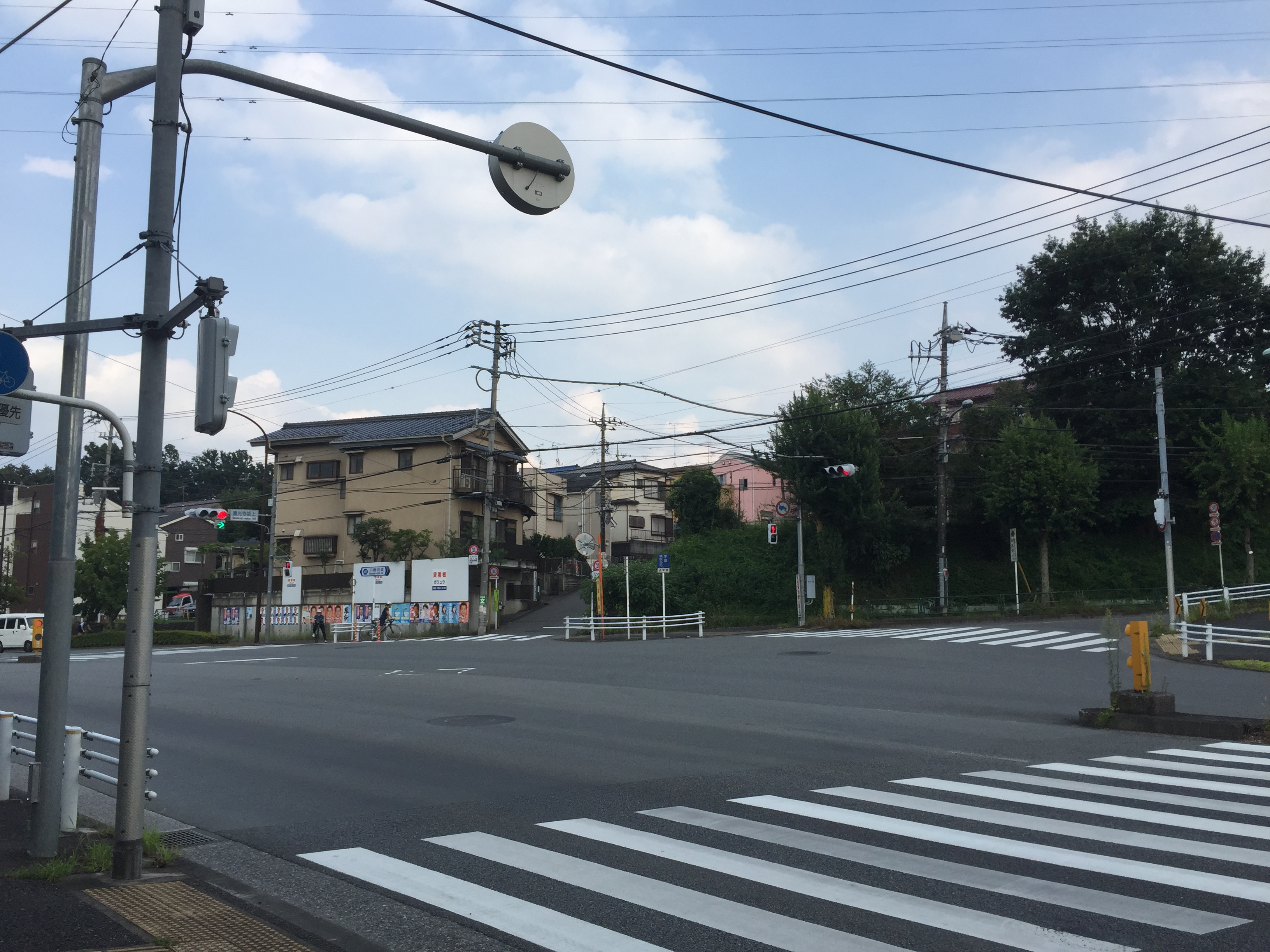
終点の連光寺坂上交差点（東京都多摩市連光寺）。右方向が若葉台方面で稲城台病院入口交差点までは大型貨物車は通行禁止となっている。

神奈川県道・東京都道137号上麻生連光寺線（かながわけんどう・とうきょうとどう137ごう かみあさおれんこうじせん）は、神奈川県川崎市麻生区から、東京都稲城市を経て多摩市連光寺に至る一般県道・一般都道である。

## 概要
- 陸上距離：?m
- 起点：川崎市麻生区上麻生（柿生交差点）
- 終点：多摩市連光寺（連光寺坂上交差点）

## 地理

### 通過する自治体
- 神奈川県
  - 川崎市（麻生区）
- 東京都
  - 稲城市 - 多摩市

### 交差・接続する道路
| 交差する道路                          | 交差する道路                          | 交差点名   | 所在地   | 所在地 |
| ------------------------------------- | ------------------------------------- | ---------- | -------- | ------ |
| 神奈川県道3号世田谷町田線（津久井道） | 神奈川県道3号世田谷町田線（津久井道） | 柿生       | 神奈川県 | 麻生区 |
| 神奈川県道19号町田調布線（鶴川街道）  | 本線                                  | 黒川       | 神奈川県 | 麻生区 |
| 本線                                  | 神奈川県道19号町田調布線（鶴川街道）  | 若葉台駅南 | 神奈川県 | 麻生区 |
| 東京都道41号稲城日野線（川崎街道）    | 東京都道41号稲城日野線（川崎街道）    | 連光寺坂上 | 東京都   | 多摩市 |

### 重複区間
- 東京都道19号町田調布線（黒川交差点 - 若葉台駅南交差点）

### 橋梁
- 坂浜聖ヶ丘橋

### 周辺の施設
| 施設                               | 所在地   | 所在地       |
| ---------------------------------- | -------- | ------------ |
| 小田急電鉄多摩線 はるひ野駅        | 神奈川県 | 川崎市麻生区 |
| 京王電鉄相模原線 若葉台駅          | 神奈川県 | 川崎市麻生区 |
| 京王電鉄若葉台検車区               | 神奈川県 | 川崎市麻生区 |
| かわさきマイコンシティ             | 神奈川県 | 川崎市麻生区 |
| 稲城台病院                         | 東京都   | 稲城市       |
| みはらし緑地                       | 東京都   | 稲城市       |
| 東京都水道局連光寺給水所           | 東京都   | 多摩市       |
| 多摩大学                           | 東京都   | 多摩市       |
| 多摩大学附属聖ヶ丘中学校・高等学校 | 東京都   | 多摩市       |
| 旧多摩聖蹟記念館 - 桜ヶ丘公園内    | 東京都   | 多摩市       |

### 別名
- 尻手黒川道路（片平3丁目 - 黒川交差点）
- 鶴川街道（黒川交差点 - 若葉台駅南交差点、神奈川県道19号町田調布線との重複区間）